# Myioparus griseigularis
Myioparus griseigularis là một loài chim trong họ Muscicapidae.